# Le Chemineau (opéra)
Pour les articles homonymes, voir Le Chemineau.

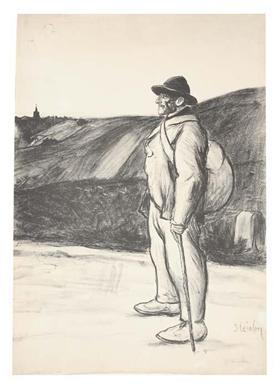
Représentation du Chemineau

Le Chemineau est un drame lyrique composé par Xavier Leroux et créé en 1907 à Paris. Le livret est adapté de la pièce de théâtre homonyme du dramaturge Jean Richepin par lui-même.

## Description
Le livret est adapté de la pièce de théâtre Le Chemineau par le dramaturge lui-même, Jean Richepin, qui avait été créé au Théâtre de l'Odéon dix ans plus tôt. L'opéra est dédié à l'homme de théâtre Albert Carré.

### Création
L'opéra, en quatre actes, est créé pour la première fois le 6 novembre 1907 à l'Opéra Comique de Paris, à la troisième salle Favart. Le Chemineau obtient tant de succès qu'il y est rejoué vingt-six fois dans la saison. 

### Postérité
Joué en Allemagne, l'ouvrage est traduit en allemand, sous le nom Der Vagabund par Otto Neitzel, puis en Italien, par Fernando Cirilli.  
Témoin du succès de l'opéra à ses débuts, entre 1907 et 1945, il est joué plus de cent fois rien qu'à l'Opéra Comique. L'ouvrage reste tel quel au répertoire jusqu'en 1922 puis est remanié dans une version en cinq actes en 1936. L'opéra voyage dans toute l'Europe, témoin de son succès, et s'ouvre les portes des États-Unis juste après la guerre à Chicago et New York.  

### Analyse
L'ouvrage répond d'un nouveau style tendant vers le naturalisme à l'opéra que l'on retrouve notamment chez Louise de Gustave Charpentier, créé en 1900, et qui en fait son pendant rural.  
Le Chemineau est une tentative des fusions des styles musicaux de Jules Massenet et Richard Wagner en réduisant la quantité des airs et dans le rôle important donné à l'orchestre.  
Le compositeur, souhaitant donner à son opéra un fond provincial fort, cite dans sa partition force airs et bourguignonnes, préférant s'inspirer des chants populaires.  

## Descriptif

### Rôles
| Rôle                                  | Voix          | Créateurs                          |
| ------------------------------------- | ------------- | ---------------------------------- |
| Le Chemineau                          | baryton       | Hector Dufranne                    |
| Toinet, fils du chemineau             | ténor         | Salignac                           |
| Maître Pierre                         | baryton       | Félix Vieuille                     |
| François, valet chez Maître Pierre    | baryton       | Jean Périer                        |
| Toinette, servante chez Maître Pierre | soprano       | Claire Friché                      |
| Aline, fille de Maître Pierre         | soprano       | Geneviève Mathieu-Lutz             |
| Martin, valet de ferme                | ténor         | Maurice Cazeneuve                  |
| Thomas, valet de ferme                | baryton       | Jean Delvoye                       |
| Catherine, servante d'auberge         | mezzo-soprano | Cécile Thévenet / Marguerite Sylva |
| Moissonneurs, paysans, enfants, etc.  |               |                                    |

### Résumé
Le Chemineau, après une moisson d'été où il rencontre Toinette, a souhaité s'installer avec elle ; seulement, il reprendra la route aussitôt. Vingt années passent et la jeune femme épouse un autre homme, François, vieillard infirme. Toinet, leur fils, s'est épris d'Aline, fille de Maître Pierre. Celui-ci refuse cependant de consentir à donner sa fille au fils d'un fermier et révèle à ce dernier un lourd secret du passé. Lorsque le Chemineau revient au village, il apprend que Toinet est en réalité son fils. Dès lors, il veut s'installer avec Toinette pour vivre avec elle et élever leur fils. Maître Pierre accepte le mariage. Le Chemineau, après avoir veillé sur François durant ces derniers jours en vie, repart prendre la route et quitte le village une nouvelle fois.

### Argument
L'action se déroule dans un petit village français au début du XXe siècle.

#### Acte 1
Une clairière à l'orée du bois

#### Acte 2
Intérieur de paysan à la très humble aisance

#### Acte 3
Un carrefour sur la grand'route

#### Acte 4
Un carrefour sur la grand'route

## Représentations
- En 1948, au Grand Théâtre de Tours, est donnée une production du Chemineau, dirigée par Lucien Delinsart et mis en scène par Albert Anfry[9].
- Une production est donnée à l'Opéra de Marseille en 1996, mis en scène par Olivier Bénézech.